# GYPC
GYPC (англ. Glycophorin C (Gerbich blood group)) – білок, який кодується однойменним геном, розташованим у людей на 2-й хромосомі. Довжина поліпептидного ланцюга білка становить 128 амінокислот, а молекулярна маса — 13 811.
| 10         |  | 20         |  | 30         |  | 40         |  | 50         |
| ---------- |  | ---------- |  | ---------- |  | ---------- |  | ---------- |
| MWSTRSPNST |  | AWPLSLEPDP |  | GMASASTTMH |  | TTTIAEPDPG |  | MSGWPDGRME |
| TSTPTIMDIV |  | VIAGVIAAVA |  | IVLVSLLFVM |  | LRYMYRHKGT |  | YHTNEAKGTE |
| FAESADAALQ |  | GDPALQDAGD |  | SSRKEYFI   |  |            |  |            |

A: Аланін

D: Аспарагінова кислота

E: Глутамінова кислота

F: Фенілаланін

G: Гліцин

H: Гістидин

I: Ізолейцин

K: Лізин

L: Лейцин

M: Метіонін

N: Аспарагін

P: Пролін

Q: Глутамін

R: Аргінін

S: Серин

T: Треонін

V: Валін

W: Триптофан

Glycophorin C (GYPC) - це інтегральний мембранний глікопротеїн. Це невеликий білок, який міститься в еритроцитах, і відіграє важливу роль у забезпеченні механічної стабільності еритроцитів. 